# Aeroportul Internațional Lynden Pindling
Aeroportul Internațional Lynden Pindling (IATA: NAS, ICAO: MYNN) este un aeroport din New Providence District⁠(d), Bahamas ce deservește zona Nassau. Aeroportul a fost tranzitat în 2019 de 4.100.000 de pasageri. A fost numit după Lynden Pindling⁠(d).
Situat la o altitudine de 5 m, aeroportul dispune de 1 pistă.

## Infrastructură

### Piste
Aeroportul dispune de o singură pistă. Pista are orientarea 14/32.